# Петтенкофер, Макс фон
Макс Йозеф Петтенкофер, с 1883 года фон Петтенкофер (нем. Max von Pettenkofer) (3 декабря 1818, Лихтенгейм близ Нойбурга-на-Дунае — 10 февраля 1901, Мюнхен) — немецкий естествоиспытатель, химик и врач-гигиенист, основатель первого в Европе Института гигиены в Мюнхене, президент Баварской академии наук с 1890 года.

## Биография
Родился 3 декабря 1818 года в Лихтенгейме близ Нойбурга-на-Дунае в Баварии, в крестьянской семье. Кроме Макса, в многодетной семье было ещё семеро детей. Бездетный брат отца, Франц Петтенкофер, взял на себя заботу о сыновьях. Он был знаменит открытиями в области химии, с 1823 года был придворным аптекарем и хирургом Баварского двора.
Обучаясь в гимназии и работая помощником аптекаря, Петтенкофер проявлял высокие способности к обучению. Однако, уронив один из ценных сосудов и получив затрещину от дяди, ушёл из дома и направился в Аугсбург, чтобы стать там актёром, исполнял роль в «Эгмонте» Гёте под псевдонимом Тенков. По настоянию родителей и двоюродной сестры Елены — его тайной невесты — решил продолжить обучение. В 1837—1843 гг. учился сначала на естественном, а затем на медицинском факультете Мюнхенского университета.

### Первые научные разработки
Получив в 1843 году степень доктора медицины, Петтенкофер некоторое время работал в области химии под руководством Кайзера в Мюнхене и Шеерера в Вюрцбурге. Совершенствоваться в избранном им направлении — медицинской химии — он направился в Гисенский университет к профессору химии Юстусу Либиху (в 1852 году по приглашению короля Максимилиана II Либих переехал в Мюнхен, а с 1860 года возглавил Баварскую Академию наук).
C 1845 по 1847 год Петтенкофер занимался практической медициной, после чего поступил на работу в монетном дворе Мюнхена. В лаборатории монетного двора он разработал способы выделения химически чистого золота, извлечения платины из серебряных талеров. Максу фон Петтенкоферу принадлежит открытие авантюринового стекла. Переоткрыл способ получения античного пурпурного стекла, к тому времени забытый.
Исследовал английские и немецкие сорта гидравлической извести. Открыл способ производства цемента, который не уступал по качеству произведенному в Англии;
C 1847 года — действительный член, а с 1890 года — президент Баварской Академии наук.
В 1847 году приглашён профессором медицинской химии в Мюнхенский университет.
В 1848 году разработал способ получения светильного газа из дешёвой смолистой древесины. Его метод применили в Базеле. Публичный праздник освещения города омрачился тем, что система отказала. Петтенкофер был глубоко расстроен, устремился в Мюнхен, и после двух суток работы в своей лаборатории устранил ошибку, в результате чего в Базеле было включено в действие газовое освещение.
К тому же периоду относится его изобретение способа реставрации масляных картин («Ueber Oelfarbe u. Conservierung d. Gemäldegalerien»), а также приготовление мозаичных эмалей.
С 1849 года работал в Баварском, а с 1876 года — в общегерманском ведомствах здравоохранения.
С 1850 года состоял заведующим Королевской баварской аптекой.

### Исследование свойств химических элементов
В 1850 г. Петтенкофер показал, что атомные веса некоторых химических элементов отличаются на величину, кратную восьми. На этом основании он предположил, что химические элементы состоят из субэлементарных частиц. Его опыты по систематизации химических элементов оказали влияние на последующие исследования в этом направлении; в частности, на них ссылался Д. И. Менделеев.

### Исследование вопросов гигиены
Петтенкоферу поручили выяснить, почему в королевском замке ощущалась досаждавшая королю сухость воздуха. После этого случая он занялся вопросами гигиены, поставив их на научную основу. В 1865 г. он возглавил созданную по его инициативе кафедру гигиены Мюнхенского университета. В 1879 г. он организовал первый в Европе институт гигиены, став его директором, и руководил им до конца своей жизни.
В 1865 году приступил к изданию журнала «Zeitschrift fur Biologie» вместе с профессорами Бюлем, Радлькофером и К. Фойтом. Физиолог Карл Фойт был его другом и коллегой по разработке ряда вопросов, связанных с питанием, воздухообменом в помещениях и обменом веществ в организме. Вместе с ним он разработал первые гигиенические нормы питания.
Предложил использование в качестве индикатора чистоты воздуха концентрацию углекислого газа в жилом или рабочем помещении.
Для изучения вопросов дыхания Петтенкофер изобрёл респирационную камеру, которая носит его имя.
Энциклопедический словарь Ф. А. Брокгауза и И. А. Ефрона писал:

Для точных исследований над дыханием Петтенкофер построил особый громадный аппарат, который нашел себе широкое применение для физиологических изысканий различного рода («Ueber е. neuen Respirationsapparat». 1861)

В этот период он написал научные работы об оздоровлении городов, о канализации и удалении отходов жизнедеятельности людей из населенных пунктов. Он дал опытное обоснование санитарным мероприятиям очистки городов, что значительно, по мнению автора БСЭ, снизило смертность в Великобритании и Германии от этих причин.
В 1882 г. в сотрудничестве с Цимсеном Петтенкофер издал обстоятельный труд по гигиене, переведенный на все европейские языки. В этой работе рассматривались строительные материалы и ткани для производства одежды с точки зрения их проницаемости для воздуха («Beziehungen d. Luft zur Kleidung, Wohnung u. Boden»; на русском языке: «Отношение воздуха к одежде, жилищу и почве»). Словарь Брокгауза и Ефрона охарактеризовал это сочинение как «огромное руководство по гигиене».
В 1883 г. Петтенкофер совместно с Форстером и австрийским бактериологом Гофманом (G. Hofmann, 1843—1890) организовали новый журнал «Archiv fur Hygiene», передав первый журнал Фойту.
Свои работы, кроме указанных двух журналов, Петтенкофер печатал в «Liebig’s Annalen der Chemie», «Buchners Repertorium», «Dingler’s polytechnisches Journal», «Berichte der Akademie d. Wiessenschaften zu München» и «Journal de. biologie».
Петтенкофер создал школу гигиенистов, в которую входили русские учёные Ф. Ф. Эрисман, А. П. Доброславин, В. А. Субботин и другие.

### Изучение инфекционных заболеваний
Начиная с 1855 г. Петтенкофер приступил к изучению почвы и почвенных вод по отношению к инфекционным болезням, написав на эту тему несколько книг. В частности, он установил возможность распространения тифа и холеры через почвенные воды. По поводу холеры он писал:

«Я заболел холерой в 1852 году, а эпидемия 1836—1837 годов, когда я посещал старшие классы гимназии, меня не коснулась. После меня заболела моя кухарка, которая умерла в больнице, потом одна из моих дочерей-близнецов Анна, с трудом выздоровевшая. Эти переживания оставили в моей душе неизгладимый след и побудили исследовать пути, которыми идёт холера».

В этих исследованиях он сотрудничал с немецким врачом Карлом фон Пфейфером, издателем с 1844 года журнала «Zeitschrift fur rationelle Medicin».

#### Спор с Робертом Кохом
Касательно исследований Роберта Коха и открытого им холерного вибриона, Петтенкофер придерживался гипотезы миазматического происхождения эпидемий. Своих оппонентов он называл «охотниками за микробами». Он, в частности, утверждал:

«В настоящее время вопрос в основном ставится о том, как подобраться к этой бацилле, как её уничтожить или помешать её распространению. Борьбу против микробов считают сейчас единственно действенной профилактикой и игнорируют целый ряд эпидемиологических факторов, которые решительно свидетельствуют против гипотезы о простой заразности холеры. Многие судят всё больше по наблюдениям за „холерной запятой“ в колбе или на стеклянной пластинке, или же в культурах, совершенно не заботясь о том, как выглядит картина холеры в процессе практического эпидемиологического распространения».

Петтенкофер считал, что помимо самих бактерий, существенную роль в распространении эпидемий играют другие факторы, такие как состояние почвенных вод и наличие в них особых органических субстанций, подобных тем, которые вызывают брожение. Он указывал на то, что в разных городах эпидемии холеры проявлялись по-разному: в Гамбурге и Париже — до устрашающих население размеров, а в Мюнхене, несмотря на праздник Октоберфест с большим притоком приезжих, вспышка холеры не возникала. Кроме того, Роберт Кох не мог показать в экспериментах над животными заболевание холерой после их заражения холерным вибрионом (потом выяснилось, что холера поражает только людей, но не животных).

#### Опыт Петтенкофера по заражению себя холерным вибрионом
Чтобы доказать Коху свою правоту, 73-летний президент Баварской Академии наук Петтенкофер выпил культуру холерных вибрионов. Опыт состоялся утром 7 октября 1892 г. в присутствии свидетелей-медиков. Петтенкофер не заболел. Несмотря на популярность героического опыта в глазах современников, Кох предполагал, что учёному для этого эксперимента прислали ослабленную культуру микробов, догадавшись о его намерениях.
Опыт с заражением себя холерой повторил И. И. Мечников в Париже.
Аналогичные опыты впоследствии провели Н. Ф. Гамалея, который в 1888 г. предложил защищаться от холеры предварительно умерщвлёнными бациллами и испытал этот метод сначала на себе, а потом — на своей жене. Этот опыт также проделали в 1897 г. Д. К. Заболотный и киевский бактериолог И. Г. Савченко, которые приняли в присутствии комиссии врачей полностью действенную культуру холеры, за день до этого — умерщвлённую культуру возбудителей этой болезни.

### Самоубийство Петтенкофера
10 февраля 1901 года Петтенкофер застрелился в своём доме недалеко от Мюнхена после смерти жены и троих детей. И. И. Мечников, получив сообщение о его смерти, записал в своем дневнике:

«Теперь я понимаю Петтенкофера, который лишил себя жизни в 83 года после потери всех близких. Он потерял их, очевидно, преждевременно, вследствие несовершенства медицины. Это несовершенство приводит в отчаяние. На каждом шагу видишь, как ни гигиена, ни терапия не способны помочь».

Макс фон Петтенкофер похоронен на Старом южном кладбище в Мюнхене.

## Сочинения
- Der Boden und sein Zusammenhang mit der Gesundheit des Menschen, B., 1882;
- Handbuch der Hygiene und der Gewerbekrankheiten,. Tl 1—3, Lpz., 1882—94 (совм. с Н. Ziemssen); в рус. пер.— О важности общественного здоровья для города, СПБ, 1873;
- Холера, СПБ, 1885;
- О холере с обращенем внимания на последнюю эпидемию холеры в Гамбурге, СПБ. 1892.
- «Ueber d. Werth d. Gesundheit für е. Stadt» (Брауншвейг)
- «Vorträge über Kanalisation und Abfuhr» (Мюнхен, 1880; русск. перевод: «Канализация и вывоз нечистот»), М., 1877;
- «Der Boden u. sein Zusammenhang mit d. Gesundheit d. Menschen» (Б., 1882)
- «Uber den Luftwechsel in Wohngebäuden»
- «Die atmosphärische Luft in Wohngebäuden»
- «Untersuchungen u. Beobachtungen über d. Verbreitungsart d. Cholera» (1855),
- «Hauptbericht über d. Choleraepidemie von 1854 in Bayern» (1857),
- «Choleraregulativ» (1866),
- «Verbreitungsart d. Cholera in Indien» (1871),
- «Was man gegen d. Cholera thun kann» (1873),
- «Ueber d. gegenwärtigen Stand d. Cholerafrage» (1887),
- «Künflige Prophylaktik gegen Cholera» (1875),
- «Zur Aetiologie d. Typhus» (1872).